# Horcajuelo de la Sierra
Horcajuelo de la Sierra là một đô thị trong Cộng đồng Madrid, Tây Ban Nha. Đô thị này có diện tích 24,39 km², dân số theo điều tra năm 2010 của Viện thống kê quốc gia Tây Ban Nha là 95 người. Đô thị này nằm ở khu vực có độ cao mét trên mực nước biển.